# Arrondissement judiciaire de Furnes
Subdivisions
L'arrondissement judiciaire de Furnes (gerechtelijk arrondissement Veurne en néerlandais) était l'un des quatre arrondissements judiciaires de la province de Flandre-Occidentale en Belgique et l'un des sept qui dépendaient du ressort de la Cour d'appel de Gand. Il fut formé le 18 juin 1869 lors de l'adoption de la loi sur l'organisation judiciaire et fait partie de l'arrondissement judiciaire de Flandre-Occidentale depuis la fusion des arrondissements judiciaires de 2014.

## Subdivisions
L'arrondissement judiciaire de Furnes était divisé en 2 cantons judiciaires,. Il comprenait 10 communes, celles de l'arrondissement administratif de Dixmude et de l'arrondissement administratif de Furnes. Chaque canton judiciaire est délimité par un arrondissement administratif.
Note : les chiffres et les lettres représentent ceux situés sur la carte.
1. Canton judiciaire de Dixmude (Diksmuide)
      1. Dixmude (Diksmuide)
  2. Houthulst
  3. Koekelare
  4. Kortemark
  5. Lo-Reninge
2. Canton judiciaire de Furnes-Nieuport (Veurne-Nieuwpoort)
      1. Alveringem
  2. La Panne (De Panne)
  3. Coxyde (Koksijde)
  4. Nieuport (Nieuwpoort)
  5. Furnes (Veurne)